# پرچم بارسلون

پرچم بارسلونا

پرچم بارسلون (کاتالونیایی: Bandera de Barcelona) ترکیبی از صلیب سنت جورج (کاتالونیایی: سن جوردی) و پرچم سنتی قرمز و زرد کاتالونیاست. طراحی پرچم فعلی به سال ۱۷۷۶ بازمی‌گردد؛ هرچند استفاده از آن در قرن نوزدهم فراگیر شد و در سال ۱۹۰۶ حالت رسمی به خود گرفت.